# Rince Joseph
Rince Joseph (* 31. August 2002) ist ein indischer Leichtathlet, der sich auf den 400-Meter-Lauf spezialisiert hat.

## Sportliche Laufbahn
Erste internationale Erfahrungen sammelte Rince Joseph bei den World Athletics Relays 2025 in Guangzhou, bei denen er sowohl mit der indischen 4-mal-400-Meter-Staffel eine Direktqualifikation für die Weltmeisterschaften in Tokio verpasste. Anschließend gewann er bei den Asienmeisterschaften in Gumi die Silbermedaille, nachdem er der Staffel zum Finaleinzug verholfen hatte.

## Persönliche Bestzeiten
- 400 Meter: 46,46 s, 12. Juni 2024 in Bengaluru